# Encarnación Rosal
María Vicenta Rosal, in religione Maria dell'Incarnazione (Maria Encarnaciòn) del Cuore di Gesù (Quetzaltenango, 27 ottobre 1815 – Tulcán, 24 agosto 1886), è stata una religiosa guatemalteca, riformatrice e seconda fondatrice della congregazione delle Betlemite Figlie del Sacro Cuore.

## Biografia
Entrò nel beaterio annesso all'ospedale di Nuestra Señora de Belén di Guatemala, fondato nel 1658 da Pietro di San Giuseppe de Bethencourt: nel 1832 emise i voti solenni di povertà, obbedienza, castità e clausura e prese il nome di suor Maria dell'Incarnazione.
Non soddisfatta dalla vita del convento (le religiose avevano abbandonato l'assistenza agli ammalati per dedicarsi all'educazione e la disciplina monastica si era notevolmente rilassata), nel 1840 la Rosal lasciò il beaterio e si ritirò nel monastero di Santa Catalina. Tornò nel beaterio nel 1843, venendone eletta priora, e dedicò il resto della sua vita alla riforma delle betlemite.
Fondò filiali in Colombia ed Ecuador, aprendo scuole per ragazzi poveri, orfanotrofi e opere per l'assistenza ai bisognosi: nel 1861 lasciò la casa madre di Guatemala e si trasferì nella comunità Quetzaltenango, sua città natale, ma ne venne espulsa nel 1873 per decreto di Justo Rufino Barrios.
Morì nel convento di Tulcán.

## Il culto
La causa di canonizzazione fu introdotta il 5 aprile 1976; papa Giovanni Paolo II l'ha dichiarata venerabile il 6 aprile 1995 e proclamata beata in piazza San Pietro a Roma il 4 maggio 1997.